# Château Guiraud

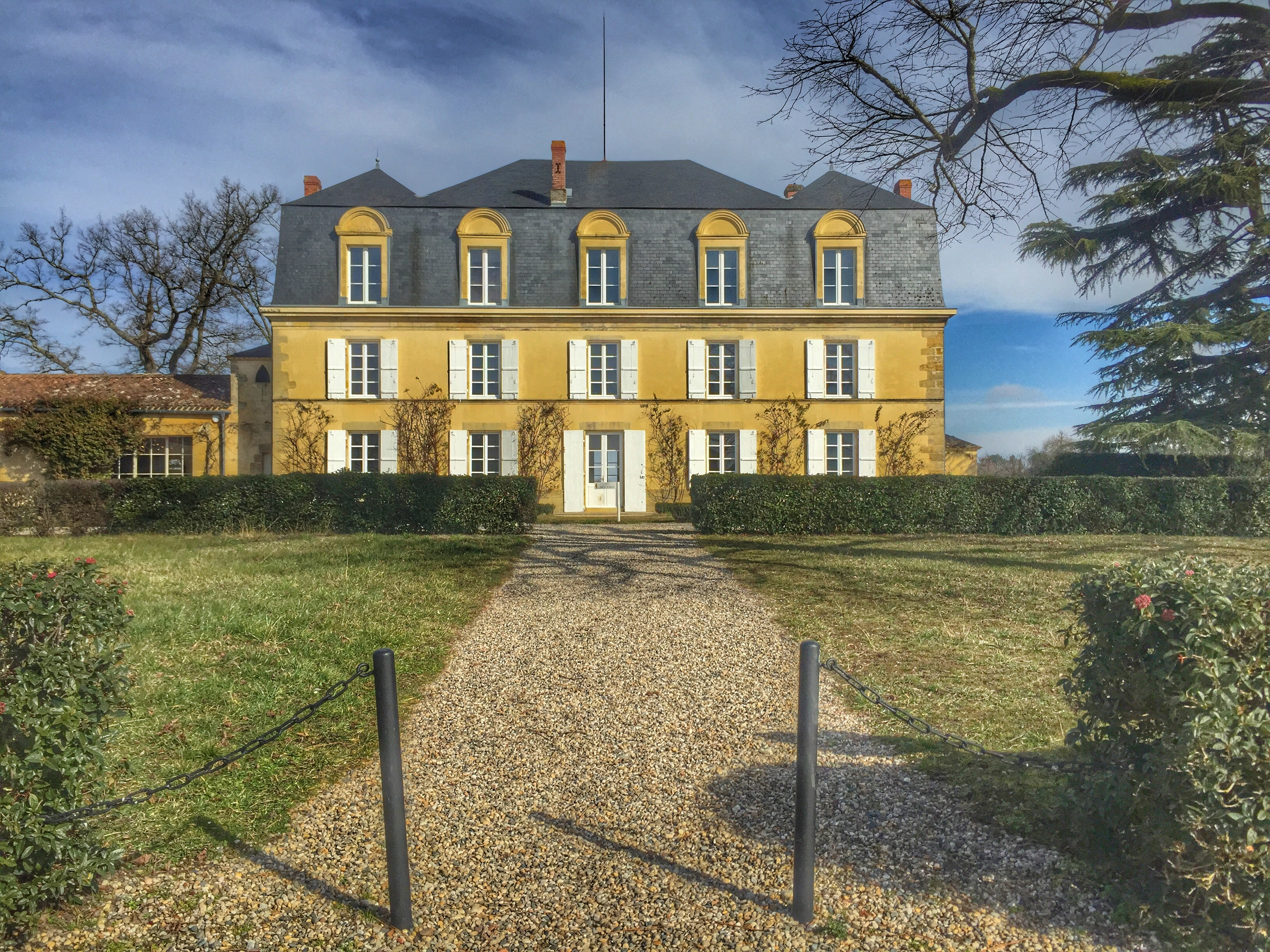
Château Guiraud

Château Guiraud es un vino blanco clasificado como Premier Cru en la Clasificación oficial del vino de Burdeos de 1855. Pertenece a la denominación Sauternes en la Gironda, la bodega está ubicada en la comuna francesa de Sauternes. 